# مشتركة فرجينية
مشتركة فرجينية أو المشتركة همامليس أو بندق الساحرة  (الاسم العلمي: Hamamelis virginiana) وتُعرف باسم بندق الساحرة، بندق الساحرة الشائعة، وبندق الساحرة الأمريكية، هي شجيرة مُزهرة موطنها شرق أمريكا الشمالية، من نوفا سكوشا غربًا إلى مينيسوتا، ومن الجنوب إلى وسط فلوريدا إلى شرق تكساس.